# Habrocestum egaeum
Habrocestum egaeum là một loài nhện trong họ Salticidae.
Loài này thuộc chi Habrocestum. Habrocestum egaeum được Metzner miêu tả năm 1999.